# Krokom
Krokom är en tätort i Jämtland och centralort i Krokoms kommun, Jämtlands län belägen i Rödöns distrikt (Rödöns socken), cirka 20 km nordväst om Östersund utmed E14.

## Historik och etymologi
Ortnamnet (1437 skrivet i Krokom) är ursprungligen ett bynamn. Efterledet -om förekommer i flera svenska ortnamn, och härrör då oftast från fornnordiskans dativpluraländelse (en i den genuina jämtskan fortfarande levande form). Direktöversatt betyder Krokom således "krokarna" eller "krökarna". Den sakliga grunden för namnet är däremot omdiskuterad. Det kan vara nära till hands att söka förklaringen i den ”omkrok” Indalsälven gör där dagens tätort Krokom ligger. Men det är ju bara en enda krök och alltså kan man där inte förklara flertalsändelsen -om. Indalsälven gör inga krökar där ortnamnet Krokom hämtar sitt ursprung, nämligen i Krokomsbygden söder om Indalsälven i det som i dag heter Kroksgård. Storsjön är idag reglerad och vattenlinjen ligger idag högre och döljer de krokar som skulle kunna vara grunden för namnet Krokom.
Innan järnvägens dragning genom Krokom 1882 fanns enstaka bebyggelse samt någon sommarvall. Området hette då Broddtorpet efter det torp som låg på den större byn Hissmons marker. Över älven gick en repfärja och färjekarlen bodde på den södra sidan om älven vid Nyheden innan broarna byggdes.
I slutet av 1960-talet startades byggnationer av ett flertal hyreshus i Krokom. De senaste 2 husen byggdes i mitten av 1980-talet.
Krokoms kommun bildades i början av 1970-talet då ett flertal mindre kommuner slogs samman. I samband med detta byggdes det nya förvaltningshuset i Krokom samt ett nytt centrum. Det tidigare centrumet låg på andra sidan järnvägen ned mot Krokomsviken.
Den gamla enkelriktade landsvägsbron, tidigare järnvägsbro, från 1927 stängdes av i samband med den rekordstora vårfloden 1995 då rasrisken på grund av sprickbildning ansågs överhängande. En ny bro nedströms den gamla, som rivits, invigdes 1997.

### Befolkningsutveckling
| Befolkningsutvecklingen i Krokom 1960–2020            | Befolkningsutvecklingen i Krokom 1960–2020 | Befolkningsutvecklingen i Krokom 1960–2020 | Befolkningsutvecklingen i Krokom 1960–2020 | Befolkningsutvecklingen i Krokom 1960–2020 |
| ----------------------------------------------------- | ------------------------------------------ | ------------------------------------------ | ------------------------------------------ | ------------------------------------------ |
|                                                       |                                            |                                            |                                            |                                            |
| År                                                    |                                            |                                            | Folkmängd                                  | Areal (ha)                                 |
| 1960                                                  | 1960                                       |                                            | 1 354                                      |                                            |
| 1965                                                  | 1965                                       |                                            | 1 402                                      |                                            |
| 1970                                                  | 1970                                       |                                            | 1 509                                      |                                            |
| 1975                                                  | 1975                                       |                                            | 1 851                                      |                                            |
| 1980                                                  | 1980                                       |                                            | 2 123                                      |                                            |
| 1990                                                  | 1990                                       |                                            | 2 235                                      | 257                                        |
| 1995                                                  | 1995                                       |                                            | 2 297                                      | 259                                        |
| 2000                                                  | 2000                                       |                                            | 2 075                                      | 262                                        |
| 2005                                                  | 2005                                       |                                            | 2 087                                      | 262                                        |
| 2010                                                  | 2010                                       |                                            | 2 277                                      | 263                                        |
| 2015                                                  | 2015                                       |                                            | 1 953                                      | 160                                        |
| 2020                                                  | 2020                                       |                                            | 1 870                                      | 163                                        |
| Anm.: 2015 klassades Hissmofors som en separat tätort |                                            |                                            |                                            |                                            |

## Samhället

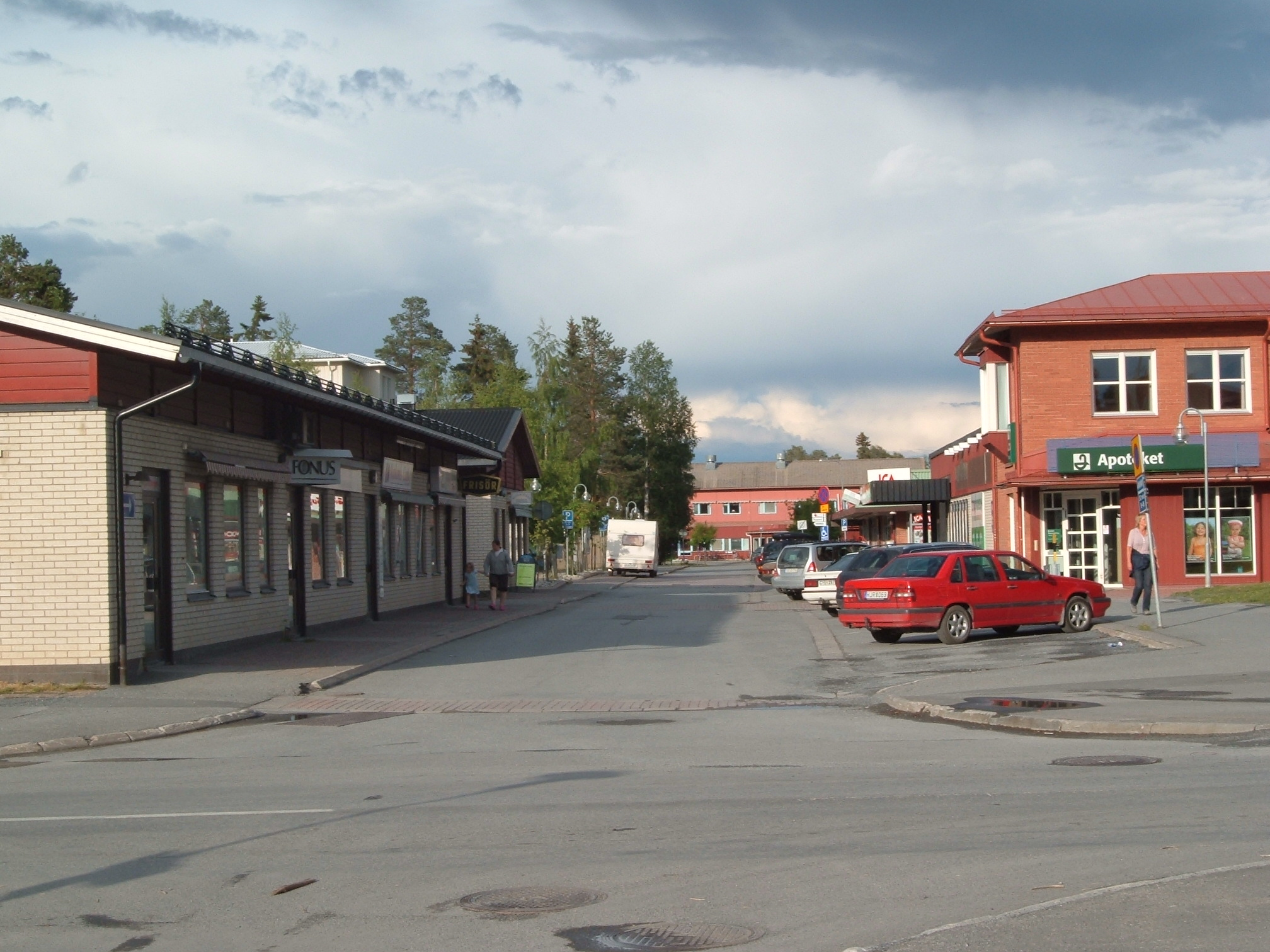
Centrumgatan, Genvägen, i Krokom med affärer och butiker och längst ned efter gatan vårdcentral och äldreboende

I centrum finns ett apotek, Apotek Svanen, en bank, Handelsbanken och i kommunhuset finns ett bibliotek. Centrumet rymmer även två begravningsbyråer, en kyrka. Här finns även Ica, Systembolaget, blomsterhandel, pizzeria, Thairestaurang, hamburgerbaren Frasses, kiosk, brödbutik/bageri, hälsokostaffär, Kupan, loppisbutik, optiker, frisör, två gym (STC och Gym24) samt Gamla Lanthandeln, en souvenirbutik med gammal stil.
Krokom har en polisstation och samhället ingår sedan årsskiftet 2007/2008 i Citypolisen. Här finns också en vårdcentral, folktandvårdsmottagning, rehabiliteringsmottagning och en ambulansstation med en deltidskår inom räddningstjänsten. Blomstergården heter äldreboendet och har en nyinvigd flygel med 4 avdelningar samt en äldre del med 4 avdelningar. I anslutning till Blomstergården finns ett servicehus med cirka 20 lägenheter.
Kommunhuset byggdes i början av 1970-talet i samband med kommunsammanslagningen. Huset rymmer en stor del av kommunens administrativa verksamhet samt Krokomsbostäder AB:s administration. Huset är byggt i 3 våningar och har en inre gård i anslutning till matsalen. Under årens lopp har dock de kommunala verksamheterna vuxit så det råder nu utrymmesbrist för förvaltningen.

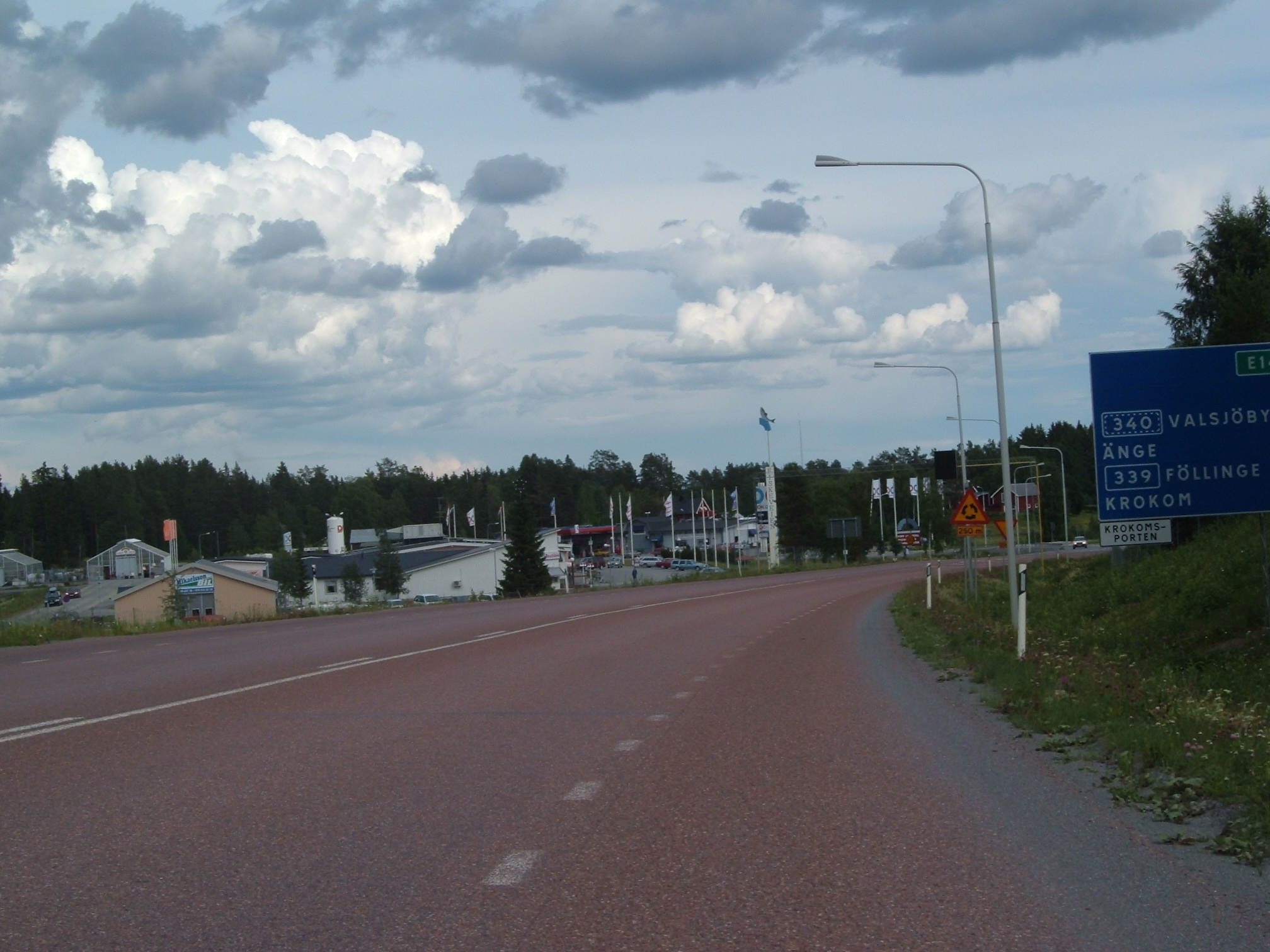
Krokomsporten efter E14 sett västerifrån

Krokomsportens handelsplats ligger invid en viktig knutpunkt där E14, länsväg 340/länsväg 339 och länsväg 615 möts. Där finns ett flertal affärer samt ett värdshus och en bensinstation.

## Näringsliv
Krokom är en arbetspendlingsort till Östersund. Den dominerande arbetsgivaren i Krokom är Krokoms kommun och Jämtlands läns landsting, men även viss små- och medelstor industri finns.

## Kommunikation

### Bil

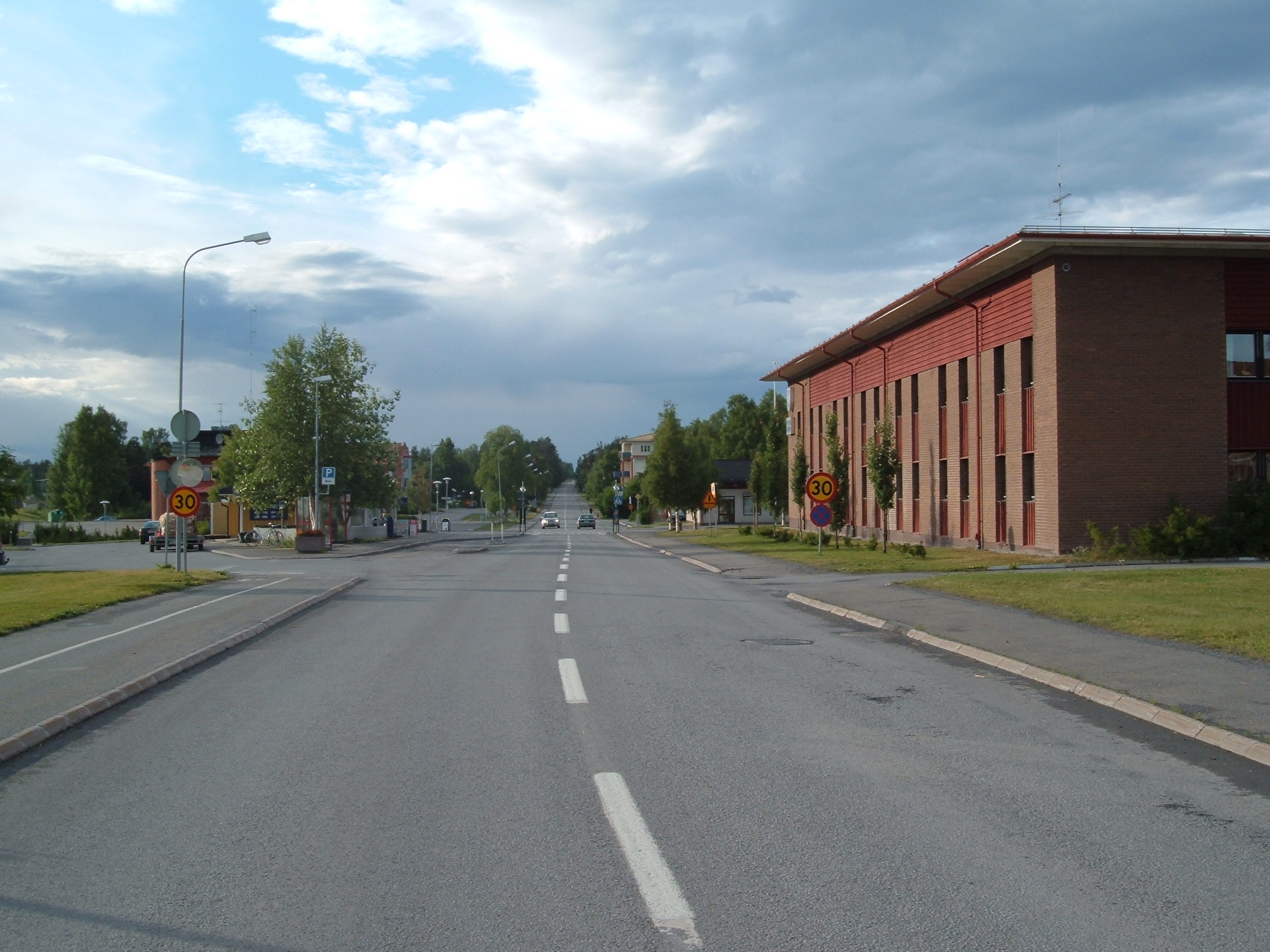
Offerdalsvägen genom Krokom med järnvägsstation och busstation på vänster sida och förvaltningshuset på höger sida. Offerdalsvägen slutar vid Jämtlands första cirkulationsplats där Lv 340 och Lv 339 tar vid.

Krokom ligger vid en knutpunkt där vägarna E14, länsvägarna 340, 339 och 615 möts. Trafikintensiteten är hög, främst vid helger och skollov då turisttrafiken till Åre är stor. Samhällets huvudgata är Offerdalsvägen. Gatan tar sin början där Lv 611 i söder och Lv 340 i norr tar slut.
I början av 2000-talet byggdes en cirkulationsplats i korsningen E14, länsväg 340 och länsväg 615 som snabbt blev mycket ökänd. Ett flertal olyckor under kort tid resulterade i att Vägverket fick bygga om rondellen.
Jämtlands första cirkulationsplats byggdes tidigt på 1980-talet i Krokom där länsväg 339, 340 och Offerdalsvägen möts.

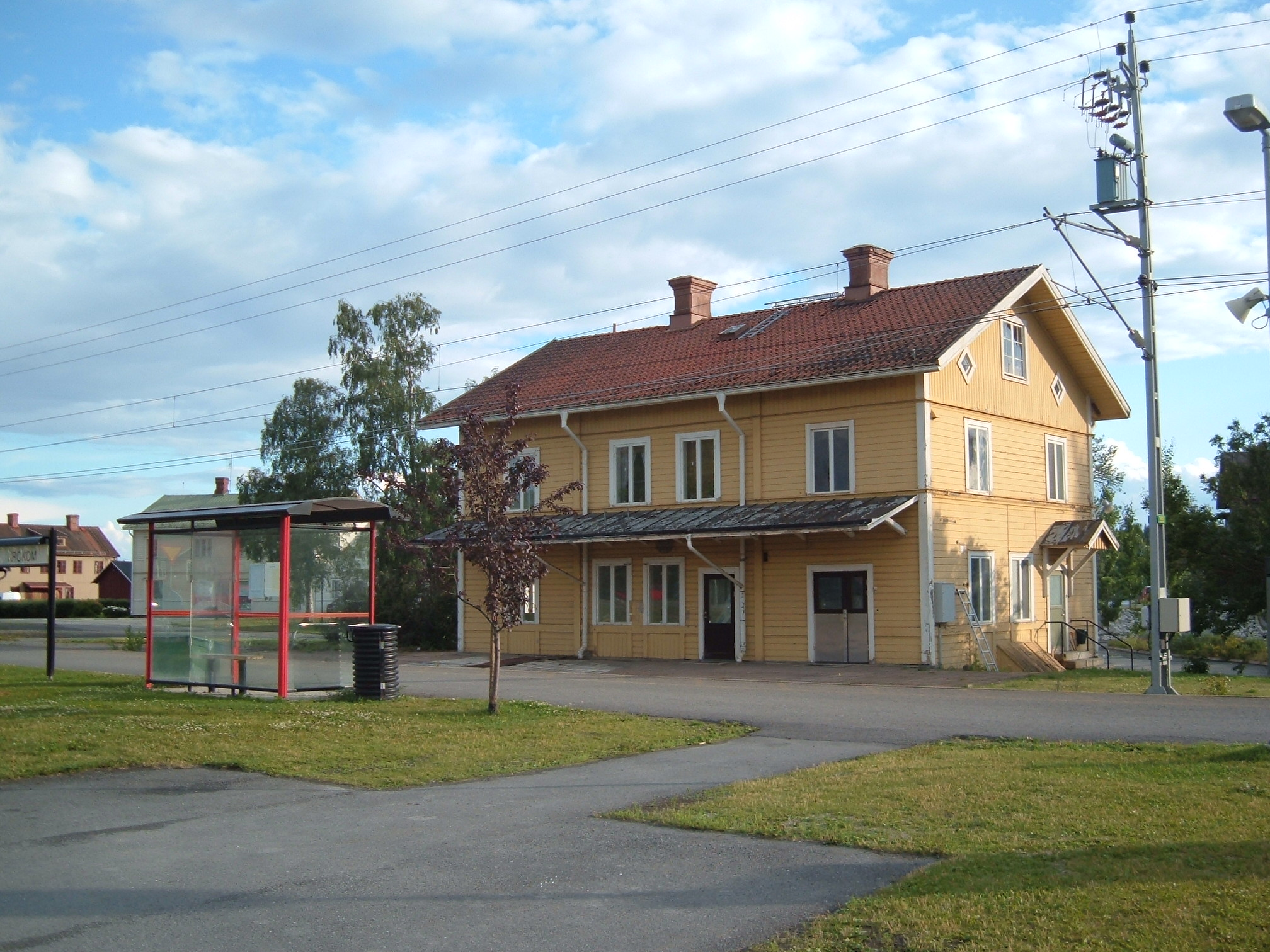
Krokoms järnvägsstation

### Tåg
Sedan 1882 genomkorsas samhället av järnvägen Sundsvall–Östersund–Trondheim, den så kallade Mittbanan. Ett flertal tåg stannar varje dag, bland annat Norrtågs linje mellan Sundsvall, Östersund och Storlien. En timmerterminal förser godstrafiken med timmerlast och sågverket på Hissmofors levererar sågat virke och flis via eget stickspår.

### Kollektivtrafik
Krokom är en knutpunkt för kollektivtrafiken, bussar från västra delarna av länet, Åre kommun, samt hela Krokoms kommun passerar genom samhället. Bussarna stannar i anslutning till Krokoms centrum och järnvägsstationen.
Från Krokom kan man åka buss till bland annat Åre, Valsjöbyn, Föllinge, Nälden, Ås och Östersund.

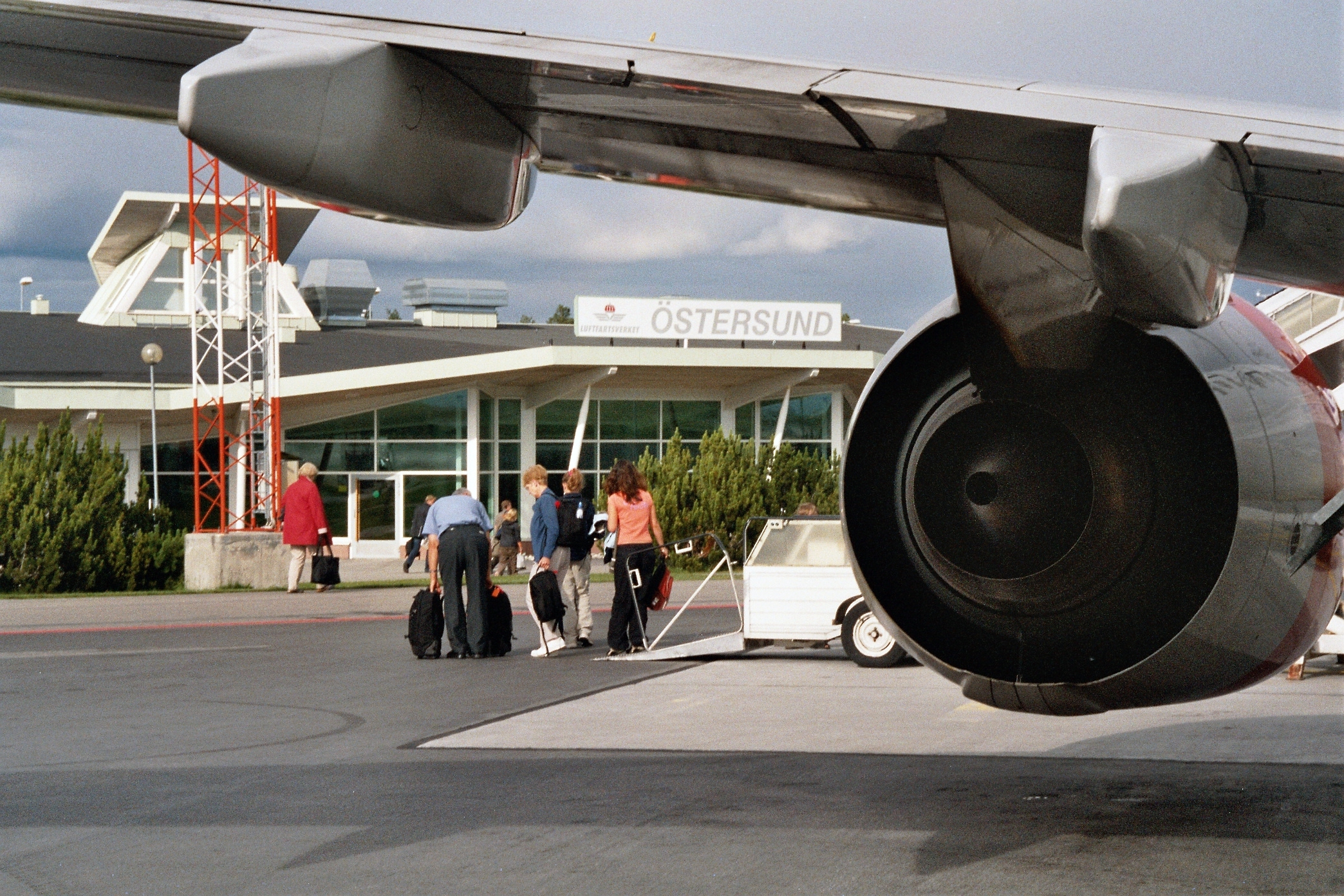
Flygplatsen ligger på Frösön

### Flyg
Krokom ligger nära Åre Östersund flygplats, cirka 15 km med bil över Rödön och Rödöbron eller buss till Östersund och sedan flygbuss till flygplatsen. Krokoms kommun har delfinansierat utbyggnaden av den nya utrikesterminalen efter att chartertrafiken ökat de senaste[när?] åren.

## Utbildning
I Krokom finns tre grundskolor, Hissmoskolan med elever mellan 6 och 9 år, Kvarnbackskolan med elever mellan 9 och 13 år och Nyhedens Högstadiekola med elever mellan 13 och 15 år, sammanlagt cirka 400 elever. Fyra förskolor finns, Regnbågen (före detta Polisvillan), Lyckebo, Täppan och Kråkguldet, sammanlagt 8 avdelningar.

## Turism
Fiskevägen har sin början i Krokom och fortsätter genom Offerdals socken, via Hotagen och Valsjöbyn, över till Nordli i Norge och fortsätter där ut till Namsos vid norska kusten.
Krokoms turistbyrå ligger efter E14 vid Vägverkets natursköna rastplats invid Krokomsviken. Rastplatsen har fått Motormännens pris för bästa rastplats i Jämtland två år i rad.
Krokoms camping ligger vid Holmarna i Krokomsviken i anslutning till trafikplats Hägra efter E14.

## Sport

### Anläggningar
Krokom har 2 stora fotbollsanläggningar, Hissmovallen och Krokoms Sportcenter. Vid sportcentrat finns även en friidrottsanläggning och elljusspår. Strax intill sportcentrat finns en idrottshall och en simhall.
Vid Hissmovallen finns en stor sporthall, Krokomshallen. Förutom idrottsevenemang anordnas även diverse andra tillställningar där, dans, konserter och liknande.
I centrum finns 2 boulebanor som används av främst Krokoms äldre.
I Dvärsätt, 4 km bort, finns en golfbana och i Nälden 12 km bort finns en ishall. I Ås, 10 km bort, finns en ridskola.
Strax utanför Krokom, efter Lv 340, finns Krokoms motorbana där vanligtvis folkracetävlingar bedrivs.

### Klubbar och föreningar
- Krokom/Dvärsätts IF är ortens största och mest kända förening. Man sysslar med fotboll och engagerar stora delar av ortens ungdomar.
- Krokoms GK en golfklubb med en 18-hålsbana.
- Krokoms motorklubb, KMK. Bedriver olika former av motorsport, främst folkrace.
- Trångsvikens IF, bedriver verksamhet inom friidrott och längdskidor.

## Kända personer med anknytning till Krokom
- Allan Edwall - Skådespelare
- Olle Håkansson - Fotbollsspelare
- Bertil Nordqvist
- Ragnar Persson - Längdskidåkare
- Per Wallin - Ishockeyspelare